# Palpozenillia palpalis
Palpozenillia palpalis là một loài ruồi trong họ Tachinidae.